# Tomaz de Figueiredo
Tomás Xavier de Azevedo Cardoso de Figueiredo (em grafia antiga Tomaz) (Braga, 6 de Julho de 1902 — Lisboa, 29 de Abril de 1970) foi um escritor português. Tem uma biblioteca com o seu nome em Arcos de Valdevez.

## Biografia
Nasce em Braga a 6 de Julho de 1902, na rua de santo André freguesia de São Vicente, na mesma casa onde Carlos Amarante tinha nascido. Filho de Gustavo de Araújo e Silva Figueiredo e de Maria da Soledade de Azevedo Araújo Costa Lobo e Mendonça.
Passados poucos meses vai, com seus pais, residir em Arcos de Valdevez, para a Casa de Casares, construída pelo seu avô materno, e onde ainda viviam algumas das suas tias solteiras. A ida, tão infante, para os Arcos, justifica o sentimento que o leva a considerar essa vila como "terra minha pela memória e pelo amor".
Aos doze anos vai cursar preparatórios para o Colégio dos Jesuítas, na Guarda, na ￼￼Galiza￼￼.￼￼ Aí se vai já destacar na disciplina de Português, obtendo altas classificações. Em 1920, ingressa, em Coimbra, no Curso de Ciências Jurídicas, má escolha pela certa, porque o atirará para uma vida profissional que lhe será extremamente adversa. Em Coimbra, é contemporâneo e amigo do grupo “presencista”, afirmando mais tarde:
"Passeei em Coimbra com o chamado grupo da Presença, do qual em verdade não fiz parte, umas vezes aceitando e outras recusando, outras até ensinando e guiando, pois, independente e selvagem como era e me conservo – por graça de Deus! – impossível deixar-me arrebanhar, aceitar qualquer diácono ou pontífice".
A sua passagem por Coimbra (1920-1925) irá inspirar-lhe não só o romance “a clef” Nó Cego, que retrata o ambiente literário e ideológico coimbrão dessa época, mas ainda Conversa Com O Silêncio, monólogo com o companheiro e poeta Alexandre de Aragão, falecido precocemente, por suicídio, aos 27 anos, e a novela Reconstrução da Cidade, integrada na obra Vida de Cão (1951), que relata primorosamente o confronto entre a “cidade nova” e a memória da velha cidade do seu tempo.
Após concluído o curso jurídico na Universidade de Lisboa, em 1928, e já casado (1930), vai para Tarouca como notário, mudando-se, sucessivamente, para a Nazaré, Ponte da Barca e Estarreja. Faz, na sua actividade de notário, um interregno de seis anos, durante os quais, em Lisboa, ocupa o cargo de Vice-Presidente da Junta Nacional dos Resinosos. Em Estarreja (1957), é afectado por grave doença do foro psicológico, que o obriga a internamento hospitalar e a prolongados tratamentos, ficando seriamente afectado. Após esses dois anos, um verdadeiro calvário que relembra em muitos dos seus poemas, regressa ao cartório de Estarreja, solicitando a reforma, que lhe é concedida.
Finalmente livre das entediantes ocupações burocráticas, volta à sua casa de Lisboa para, durante dez anos (1960-1970), se entregar por inteiro à vida que verdadeiramente lhe apraz: escrever, conviver com os amigos, ser assíduo frequentador d'A Brasileira do Chiado, do Café Aviz, das livrarias Bertrand e Guimarães, ainda que profundamente amargurado com a separação do casal, entretanto ocorrida. Da sua vida de “funcionário público” diz: "Os cargos oficiais que desempenhei, tão exteriores a mim, considero-os violência de vida'"'. Escrever, apenas escrever, totalmente livre para escrever, e vivendo da sua escrita, tal o sonho que a vida lhe negou.
Morre em Lisboa, em sua casa, a 29 de Abril de 1970. Sentidamente, recorda Bigotte Chorão:
"... o corpo foi dado à terra em Arcos de Valdevez, no Cemitério de S. Bento. Mal chegou à câmara-ardente, o Padre António de Magalhães (que parecia trazer ainda no rosto o espanto de algum diálogo sibilino com Pascoaes ou Leonardo) entrou a cantar com uma veemência e uma convicção como só a Fé as pode inspirar – a Fé que faz violência aos Céus para que se abram a quem muito sofreu neste mundo."

## Obra
O primeiro soneto encontrado no seu espólio data de 1917 e foi escrito enquanto aluno do Colégio de La Guardia. No entanto, a actividade literária, diz-nos o escritor, tê-la-há iniciado num jornalzinho dos Arcos, O Realista, em 1925, com académicos sonetos que muito exasperavam e escandalizavam os “intelectuais” da terra.
Anuncia-se verdadeiramente no semanário Fradique, em 1934, com novelas e contos, que levam o director da revista, Thomaz Ribeiro Colaço, a considerá-lo "chafariz de novelas, cintilantes como água pura. Espanta a clareza de estilo, com o seu talento (...) enovelesco. Desbanca o mais pintado moedeiro falso na arte de fazer contos (...) verdadeiros."
- Em 1947 publica o seu primeiro romance, A Toca do Lobo, Prémio Eça de Queiroz (1948), em que faz reviver a sua infância e juventude, seus pais, as tias velhas, todo um universo afectivo que para sempre lhe perdurou na memória.
- Em 1950, Nó Cego e Carta ao Júri do Prémio Eça de Queiroz.
- Em 1952, Uma Noite na Toca do Lobo, em que retoma o ambiente do seu primeiro livro – esta “fuga romântica” é como que o 2º volume de um “Ciclo de Tocas”, que a morte o impediu de efectivar.
- Em 1953, traduz A Vagabunda, de Colette.
- Em 1954, a novela Procissão dos Defuntos.
- Em 1956, Guitarra, treze romances em verso, alguns dos quais recriam ambientes lisboetas.
- Em 1960, Conversa Com o Silêncio.
- Em 1961, o romance A Gata Borralheira, Prémio Diário de Notícias (1963).
- Em 1962, o 1º volume da "Crónica Heróica" Dom Tanas de Barbatanas – O Doutor Geral.
- Em 1963, Vida de Cão.
- Em 1964, o 2º volume de Dom Tanas de Barbatanas – O Magnífico Sem Par.
- Em 1965, o 1º volume de Monólogo em Elsenor – Noite das Oliveira', monólogo que se irá espraiar por quatro volumes de uma “prosa poética”, muitas vezes dorida, muitas vezes satírica, mas sempre, como diz Fernanda Botelho, “num estilo vigoroso, trabalhado, ora truculento, ora lírico, sempre encadeado por extremismos de paixão e de barroquismo.”. No mesmo ano, o 1º volume de Teatro, com as peças A Rapariga da Lorena, O Visitador Extraordinário, e A Barba do Menino Jesus.
- Em 1966, Tiros de Espingarda, Prémio Nacional de Novelística (1966).
- Em 1968, o longo poema Viagens No Meu Reino.
- Em 1969, o 2º volume de Monólogo em Elsenor – A Má Estrela.
- Em 1970, A Outra Cidade.

Postumamente, são publicados Dicionário Falado (1970) e o 3º volume de Monólogo em Elsenor – Túnica de Nesso (1989).
Por ocasião do centenário do nascimento do escritor, os seus herdeiros e a Imprensa Nacional – Casa da Moeda celebraram um contrato para a publicação das suas Obras Completas, o que permitiu reeditar obras esgotadas e dar à estampa muitos dos trabalhos ainda inéditos de Tomaz de Figueiredo.
Edições IN-CM
- 2002 - Nó Cego
- 2003 - Teatro. A Rapariga de Lorena - O Visitador Extraordinário - A Barba do Menino Jesus - Os Lírios Brancos ou a Salvação Universal - O Homem do Quiosque* - A Nobre Cauda* - O Embate - Loiros de Morte ou, talvez, Quarto Minguante (fragmento) - O Morto e os Vivos (fragmento)
- 2003 - Poesia I. Volumes de poemas: Guitarra - Viagens no Meu Reino - Consumatum Est* - Poço da Noite* - Sangue de Cristo* - Caixa de Música* - Orfeu e Eurídice*
- 2003 - Poesia II. Volumes de poemas: Coroa de Ferro* - Moto Contínuo* - Viagem Estática* - Jardim Antigo* - Espada de Fogo* - As Mãos Vazias* - Malho Rodeiro* - Aos Amigos* - Poesia Diversa* - Traduções*: de 21 poemas de Reinhold Schneider; de oito Sonetos Ingleses de Fernando Pessoa; de um poema de Gerard Mauley Hopkins; de um soneto de Lope de Vega; de um poema de Ricarda Huch
- 2005 - A Toca do Lobo - Fim* - Uma Noite na Toca o Lobo
- 2006 - Novelas e Contos I. Procissão dos Defuntos - Vida de Cão
- 2006 - Novelas e Contos II. Tiros de Espingarda - A Outra Cidade
- 2007 - Monólogo em Elsenor I. Noite das Oliveiras - A Má Estrela
- 2007 - Monólogo em Elsenor II. Túnica de Nesso - Memória de Ariel*